# Hugh Buckler
Hugh Buckler, também Hugh C. Buckler (Southampton, Inglaterra, 9 de setembro de 1881 – Malibu, Estados Unidos, 30 de outubro de 1936) foi um ator britânico da era do cinema mudo.
Seu filho, John Buckler, também foi um ator.

## Filmografia parcial
- The Garden of Resurrection (1919)
- The Lure of Crooning Water (1920)
- Guy Fawkes (1923)
- The Last of the Mohicans
- The Jungle Princess (1936)
- Crash Donovan (1936)
- Lost Horizon (1937)